# فيليب سكوت (ملحن)
فيليب سكوت (بالإنجليزية: Phillip Scott)‏ هو مغني وعازف بيانو وملحن أسترالي، ولد في 16 أغسطس 1952 في سيدني في أستراليا.

## وصلات خارجية
- فيليب سكوت على موقع IMDb (الإنجليزية)
- فيليب سكوت على موقع قاعدة بيانات الفيلم (الإنجليزية)
- فيليب سكوت على موقع كينوبويسك (الروسية)